# Ecetmuslica
Az ecetmuslica (Drosophila melanogaster) a kétszárnyúak rendjébe tartozó kistestű légy. Szinonim nevek: közönséges muslica, közönséges harmatlégy. Néhány Tephritidae családba tartozó rovart is neveznek muslicának, ami zavart okozhat.
A genetika, az élettan és az evolúcióbiológia klasszikus, máig leggyakoribb modellszervezete. Az ecetmuslicán számtalan genetikai módszert fejlesztettek ki. A muslicák kutatásáért először Thomas Hunt Morgan kapott Nobel-díjat 1933-ban; őt további öt társa követte.
A 2020-as évek első felében a többszáz fajt tartalmazó harmatlégy (Drosophila) nemek beosztása még erősen vitatott. Alnemek nem minden rendszerben szerepelnek.

## Megjelenése, felépítése
Vesesejtjei az emberihez hasonlóan felépülű ultraszűrő membránnal alakítják ki vizeletüket. Felnőtt egyedeik hozzánk hasonlóan szöveti őssejtekkel újítják meg szöveteiket, például a bélhámot. Agyában több mint százezer idegsejt szerveződik bonyolult hálózatokba; ezek irányítják többek között a különféle viselkedési formákat, a tanulást, az emlékezőtehetséget és alvást. Genomjában az emberi betegségekkel kapcsolatba hozható gének mintegy háromnegyedének homológja fellelhető.
Mintegy hetven ízreceptorából 25-öt azonosítottak. Ezek közül a Gr68a jelű gén által kódolt, az udvarlás tapogató szakaszában jelentős feromon-receptor kizárólag a hímek mellső lábain található meg.
A nyelvnek megfelelő testrésze a labellum.

## Életmódja, élőhelye
Lárvái erjedő, bomló növényi anyagokban (pl. erjedő gyümölcsökben) fejlődnek, ahol mikroszkopikus gombákkal táplálkoznak. Más, közeli rokon fajokkal együtt Magyarországon is gyakori, lakásokban is feltűnik, présházakban tömeges lehet.
Könnyen tenyészthető, akár kis üvegedényekben, ha szirupot vagy más édes, erjedő anyagokból álló keveréket öntünk az aljára. A lárvák fejlődése mindössze 5–10 napig tart, azután bebábozódnak. A bábállapot is rövid, 3–11 nap. A bábból kikelő kis legyek hamarosan párosodnak, és a nőstény ezután 24 órával megkezdi a peterakást. Néhány nap leforgása alatt közel 400 petét tojik, és ez ekből nemegyszer nyomban kibújnak a kis nyüvek. Ez azt jelenti, hogy kedvező körülmények között tíz nap alatt felnövekedhet egy új nemzedék, így egyetlen nőstény utódainak száma elméletileg harminc nap alatt a 16 milliót is elérheti.

### Szaporodása
Udvarlásukat a hím kezdeményezi; az egyes magatartásformák sorrendje döntő jelentőségű. A megpillantott nőstényt a hím megközelíti és mellső lábaival megérinti; ezt a lépést tapogatásnak nevezzük. Miután érzékeli a nőstény feromonjait, szárnyát gyorsan rezgetve rázendít nászénekére. A fogékony nőstény ekkor lassít repülésén, lehetővé téve, hogy a hím tovább vizsgálgassa labellumjával. Végül a hím a párzáshoz begörbíti potrohát.
Azok a hímek, melyeknél a Gr68a receptor nem jelenik meg, kevesebb időt töltenek udvarlással, ezért jóval ritkábban párosodnak társaiknál. E receptorhiányos muslicáknál a sikeres párzás kétszer annyi időt vesz igénybe, mint egészséges fajtársaiknál. A GR68a-hiányos hímek többször kezdenek udvarolni, de a tapogató szakasz után leállnak vele, mert nem érzik a nőstény feromonjait. De nem minden udvarlásuk sikertelen, mert azt a kémiai jeladáson kívül vizuális és hallási ingerek befolyásolják.

## Felhasználása
Kisebb hüllők és kétéltűek népszerű takarmányállata.